# Hriadky
Hriadky (in ungherese Gerenda) è un comune della Slovacchia facente parte del distretto di Trebišov, nella regione di Košice.